# منتزعة الكبريت متحملة الهواء
منتزعة الكبريت متحملة الهواء (الاسم العلمي: Desulfovibrio aerotolerans) هي نوع من البكتيريا، سلبية الغرام، تتبع جنس منتزعة الكبريت.